# Замок Тортоса
Замок Тортоса или Замок Суда (кат. Castell de la Suda) — средневековый замок в городе Тортоса, Каталония. Замок является главной достопримечательностью и домиинантой города. Название Суд арабского происхождения и значит замок, крепость.

## История
Крепость является древней частью города и восходит к первым поселенцам. Во время реконкисты замок был разделен на три части. В своём «Трактате» Кристофор Диспуч пишет, что Рамон Беренгер IV рыцарям, первым взобравшимся на стены Суды, части замка: одну Гийему Рамону I де Монкада, вторую Пэру де Сенменату, а третью оставил себе.
Первые стены были возведены при римлянах. В дальнейшем замок развивался при мусульманах, халифе Абд ар-Рахмане III. Замок был отвоеван при реконкисте Рамоном Беренгаром IV в декабре 1148) и, в благодарность за помощь в битве стал резиденцией дома Монкада и Тамплиеров.

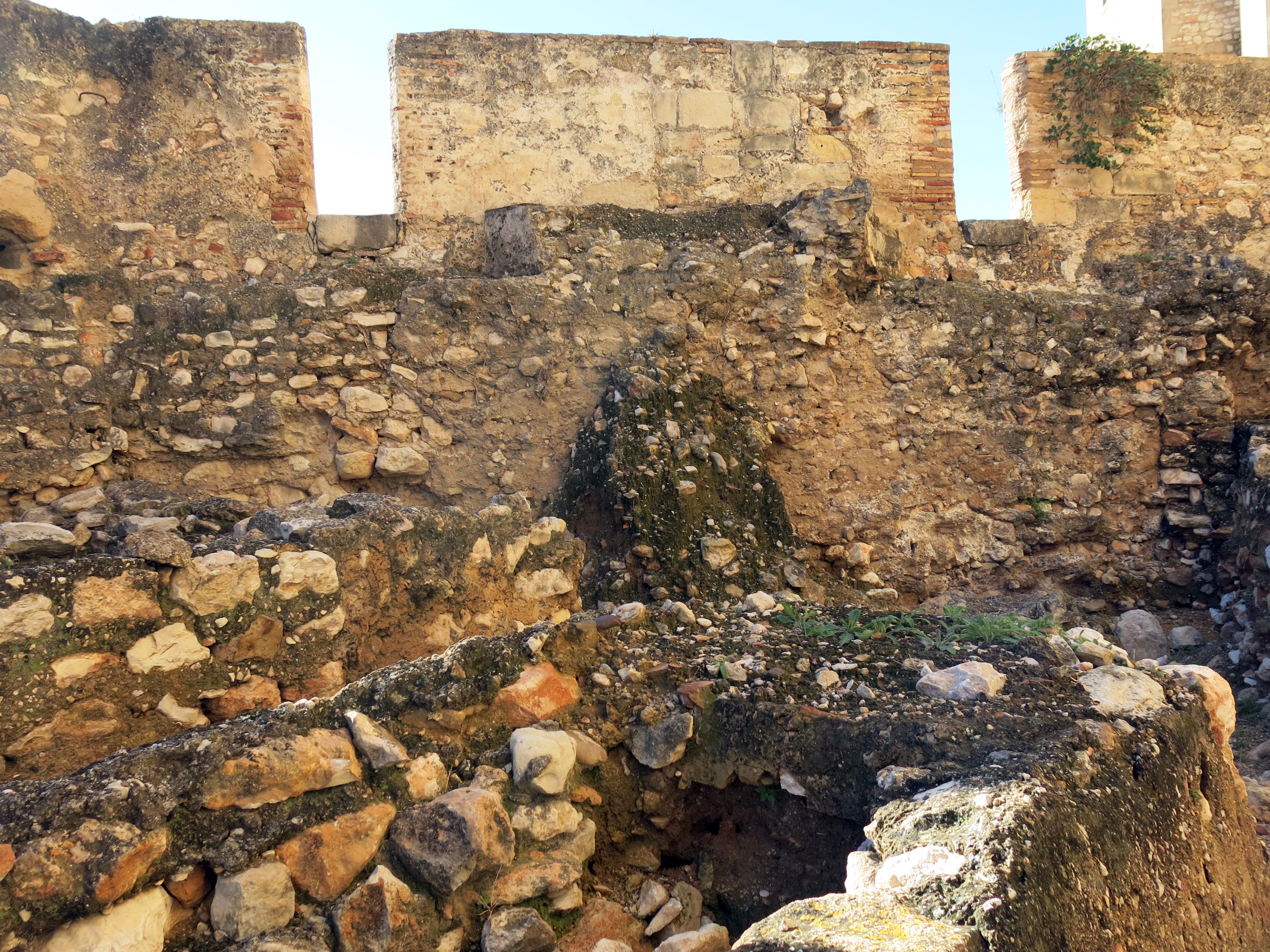
Часть мусульманского кладбища

Король Хайме Завоеватель сделал замок своей любимой резиденцией и базой для реконкисты Морельи, Пеньисколы и Буррианы. В 1294, когда Тортоса стала владением Короны, замок Суда стал королевской резиденцией и был расширен новыми помещениями и оборонительными элементами. Во времена правления Инфанта Феррана как маркиза Тортосы, замок перешел в его руки, и в 1363 был возвращен королю Педро Церемонному, равно как и юрисдикция над городом. Замок снова был расширен.
Сейчас, в современном туристическом офисе можно видеть три древних камина и четыре больших окна, характерных для каталонской готики. В крепости также сохранился арсенал.
Во времена Средних веков в крепости находился суд. Римские фортификационные сооружение закрыты постройками XVII и XVIII веков, связывающих два соседних холма в единую фортификационную систему.
У входа в замок находится мусульманское кладбище. В 1972 здесь была найдена эпитафия X века, упоминающая градоначальника и крышка сундука (или гроба) с цитатами из Корана куфическим шрифтом (сейчас хранится в Городском музее Тортосы).

## Галерея

Памятники архитектуры
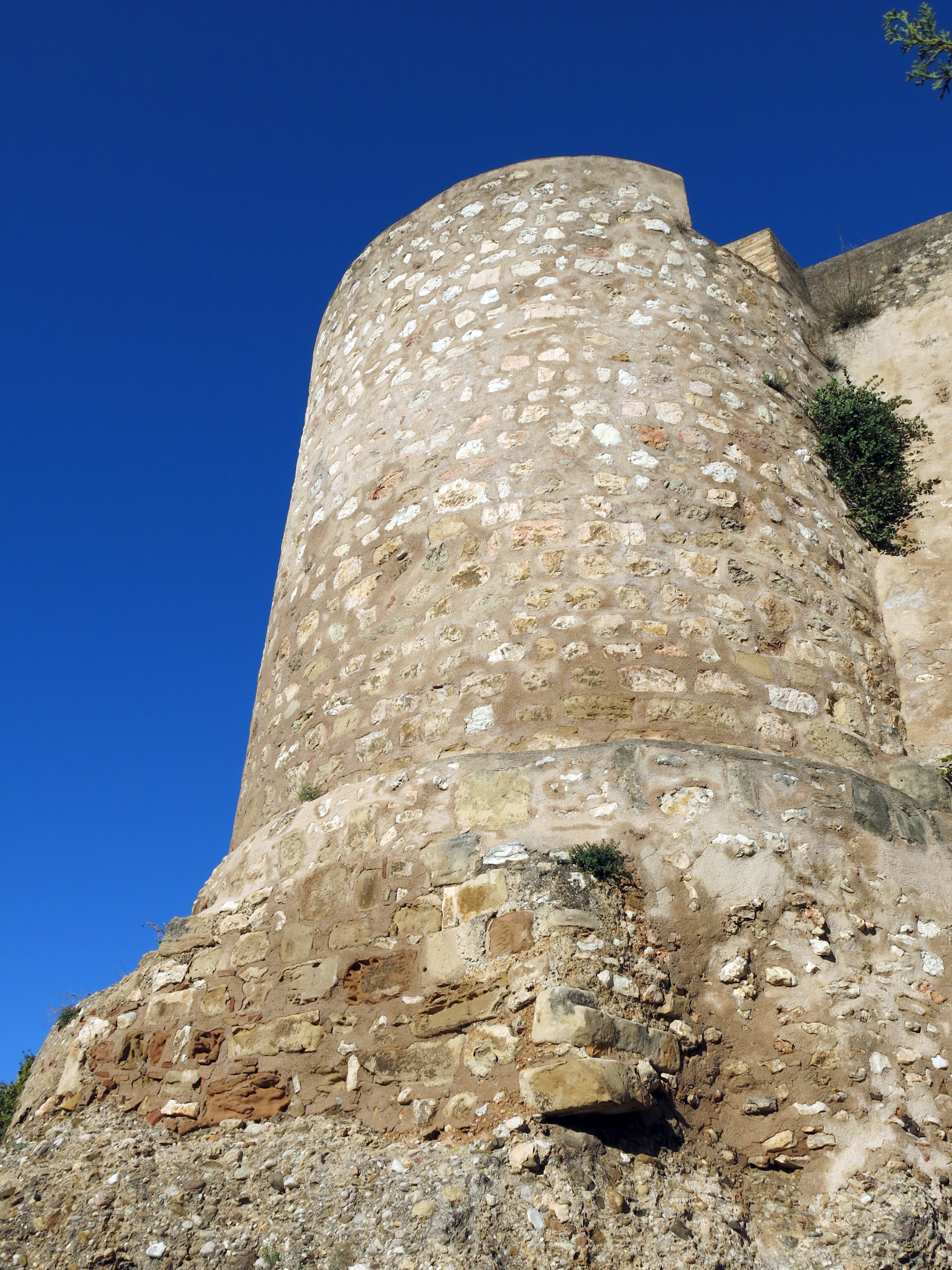
Юго-западный угол
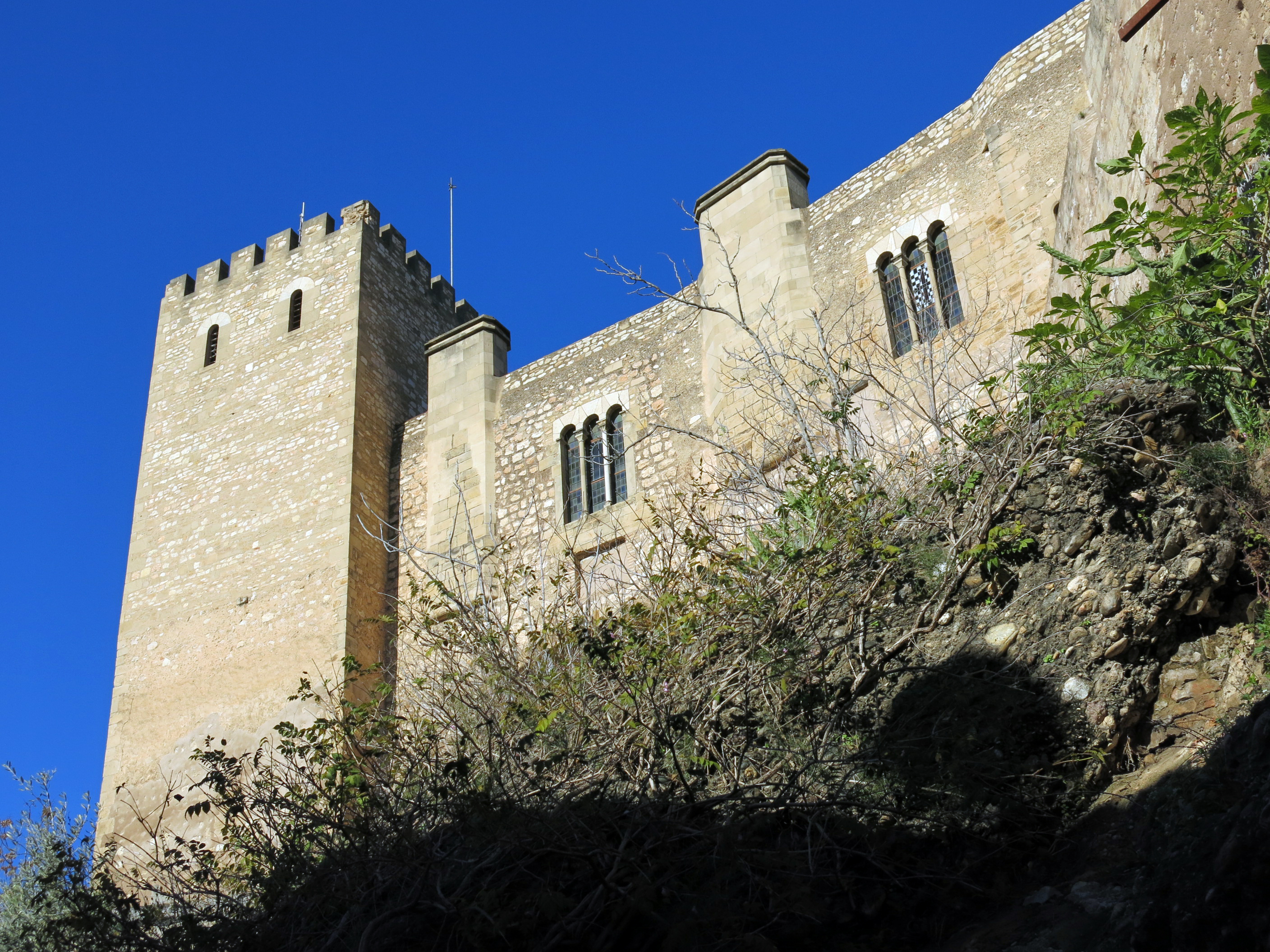
Главная башня и восточный фасад
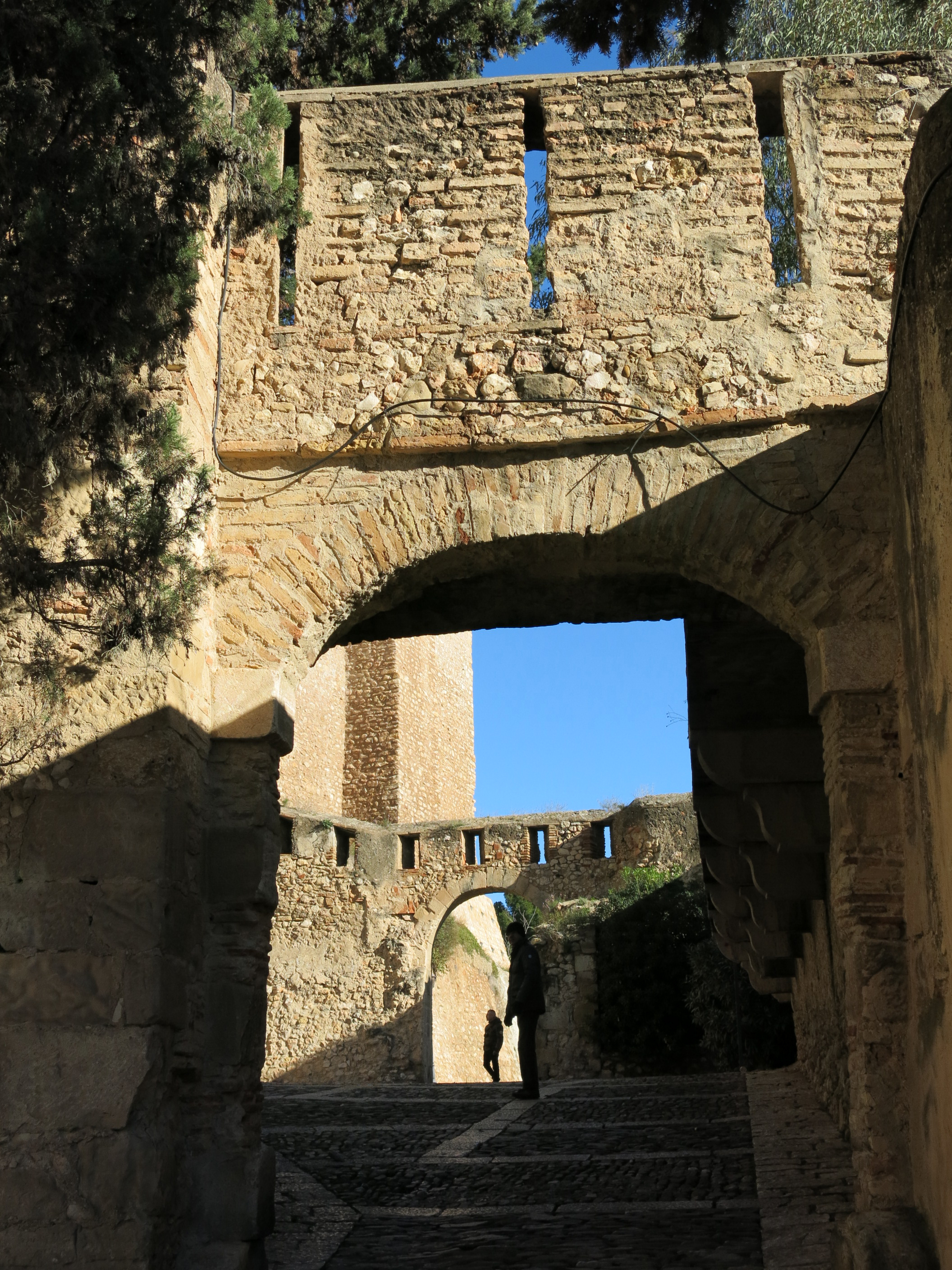
Внутренние ворота нижней части
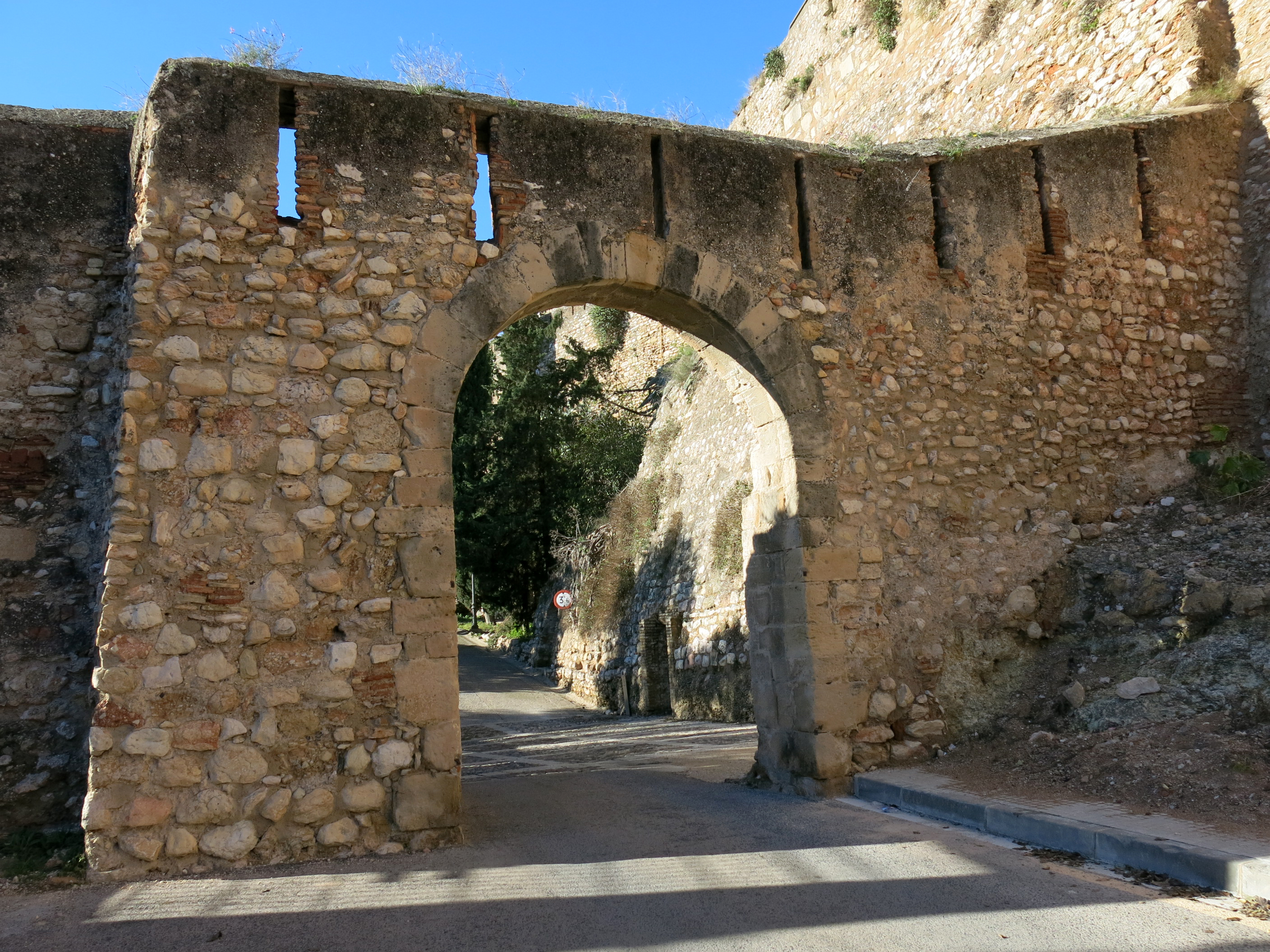
Ворота средней части
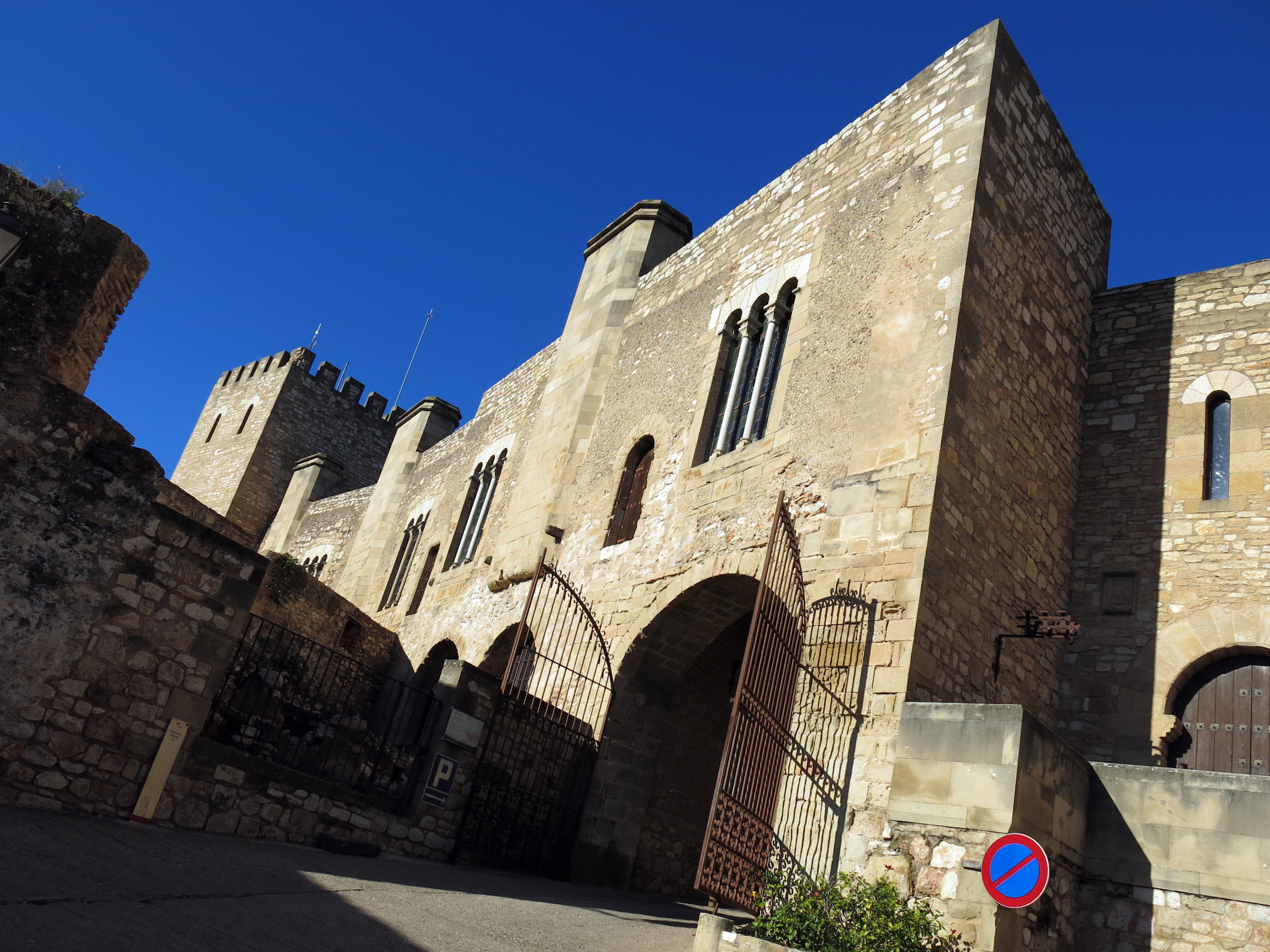
Ворота верхней части
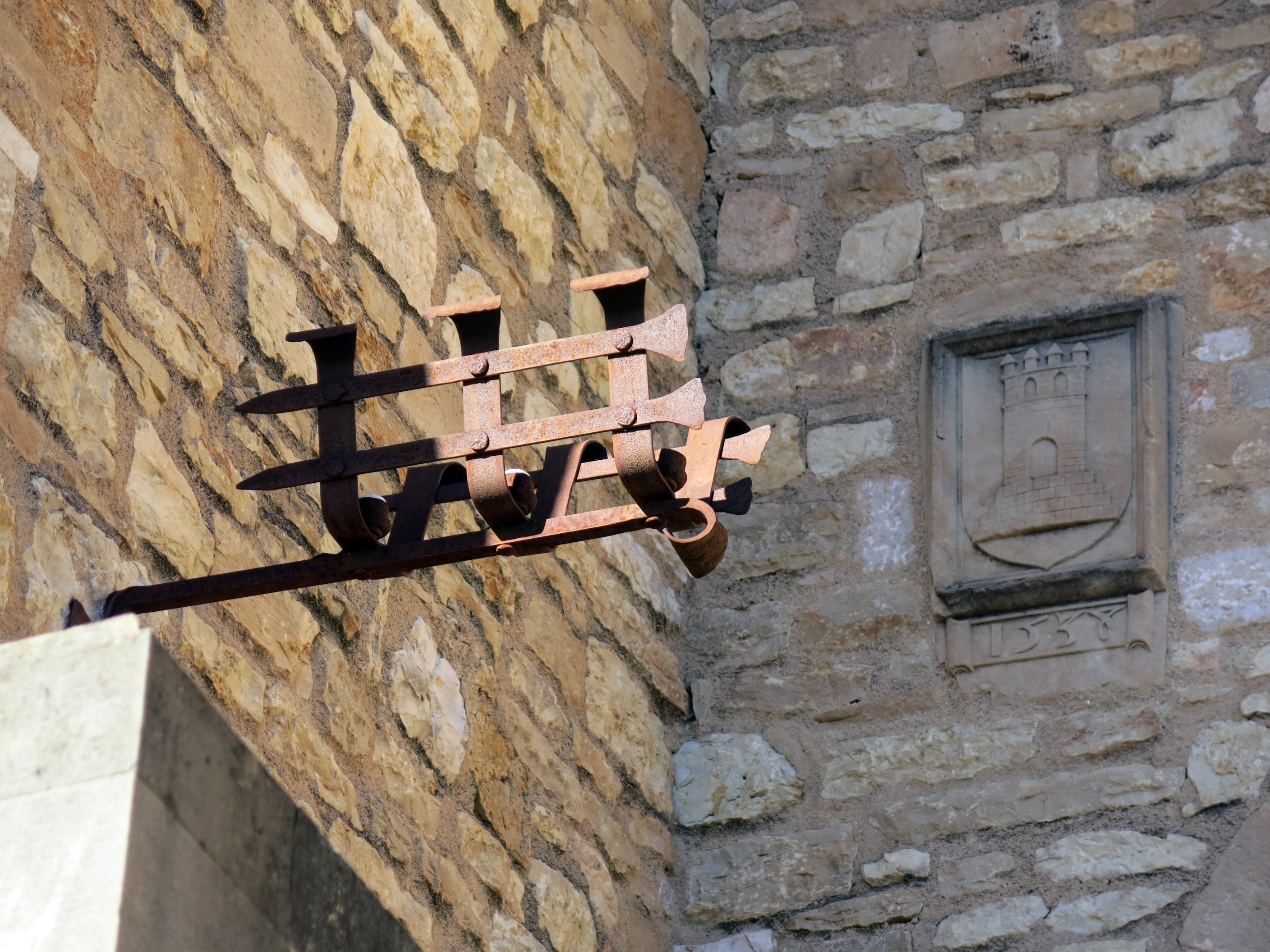
Тейера (подставка для факелов) и герб города
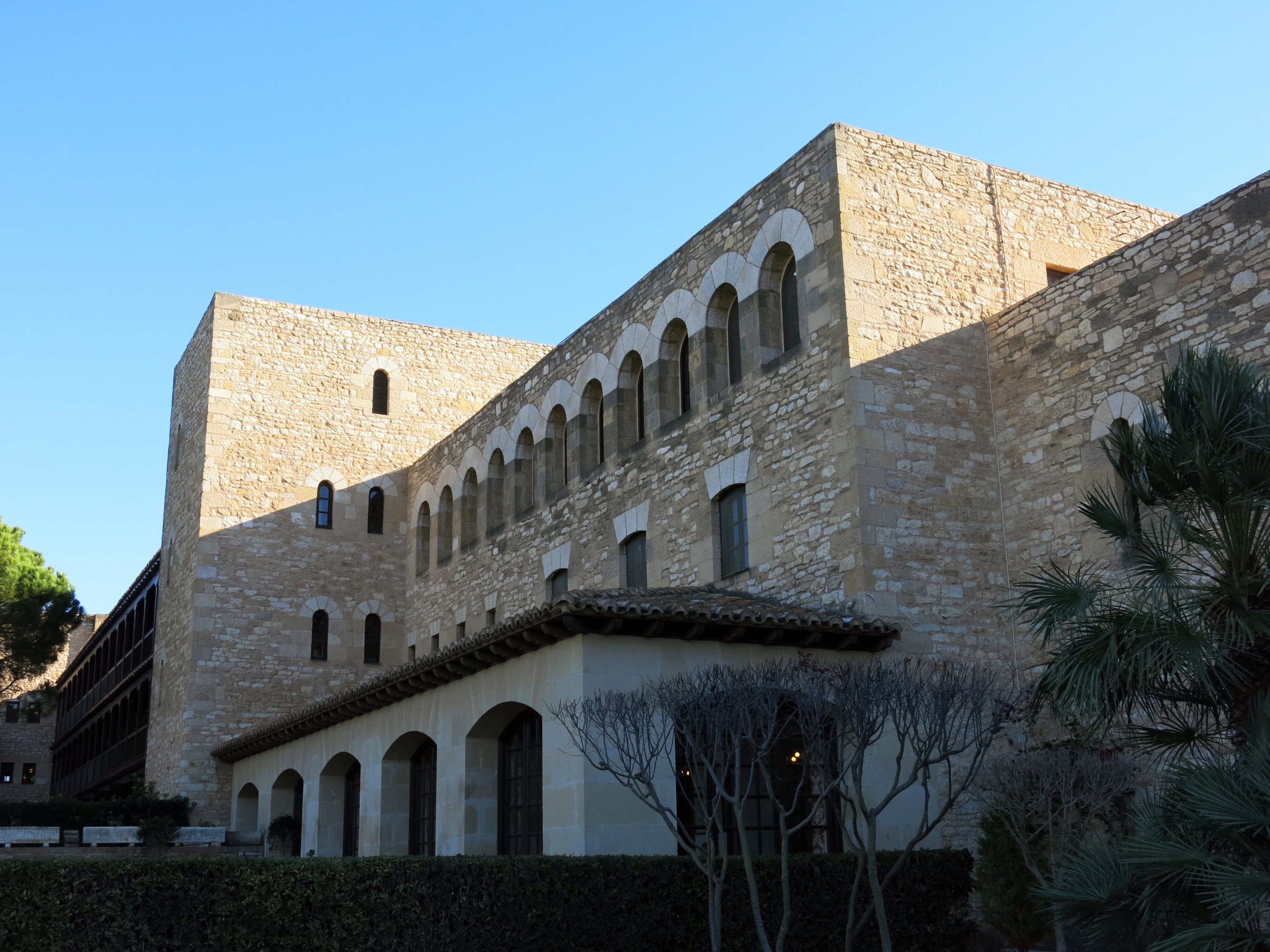
Туристический офис
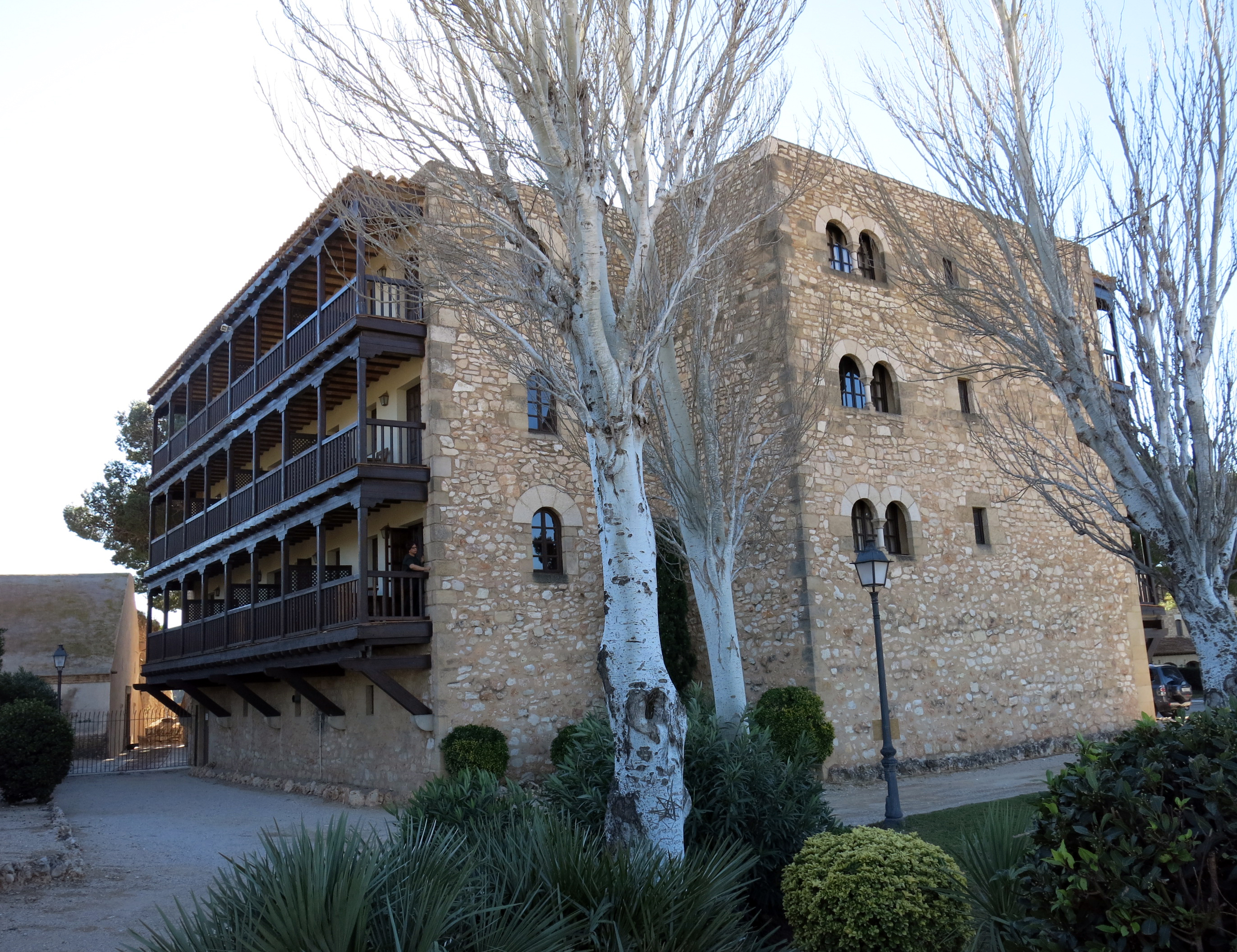
Туристический офис
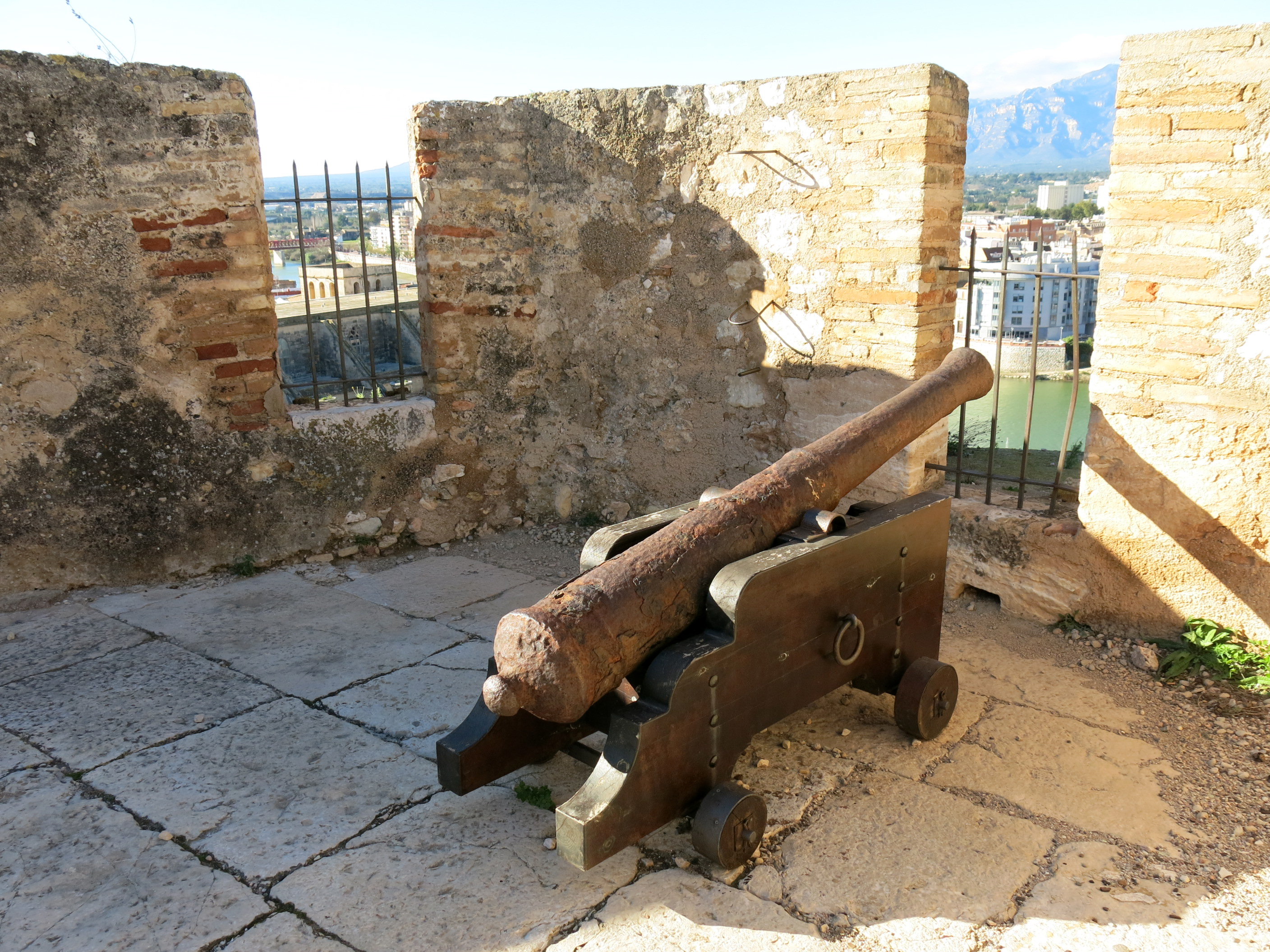
Зубцы и пушка
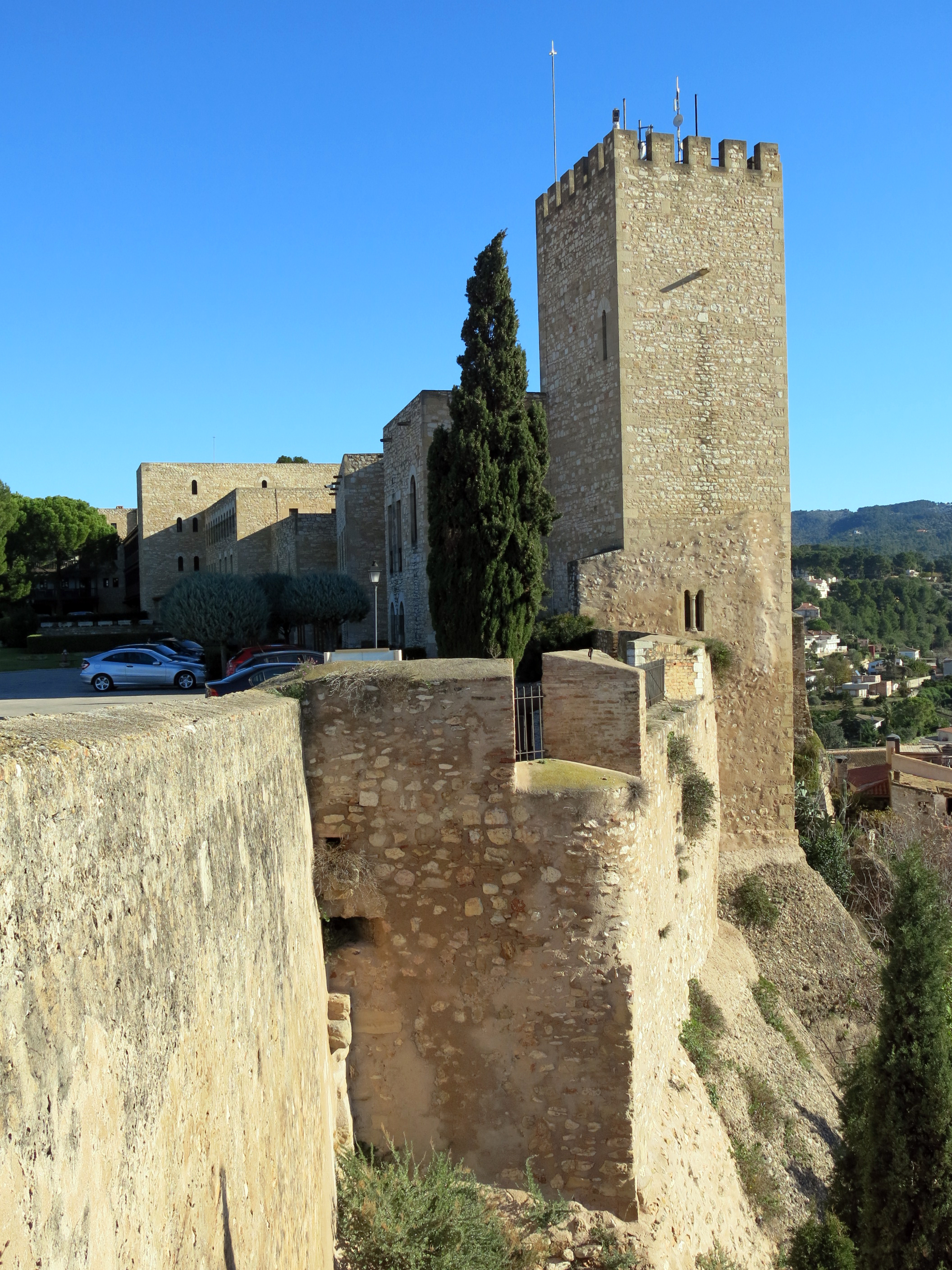
Башня
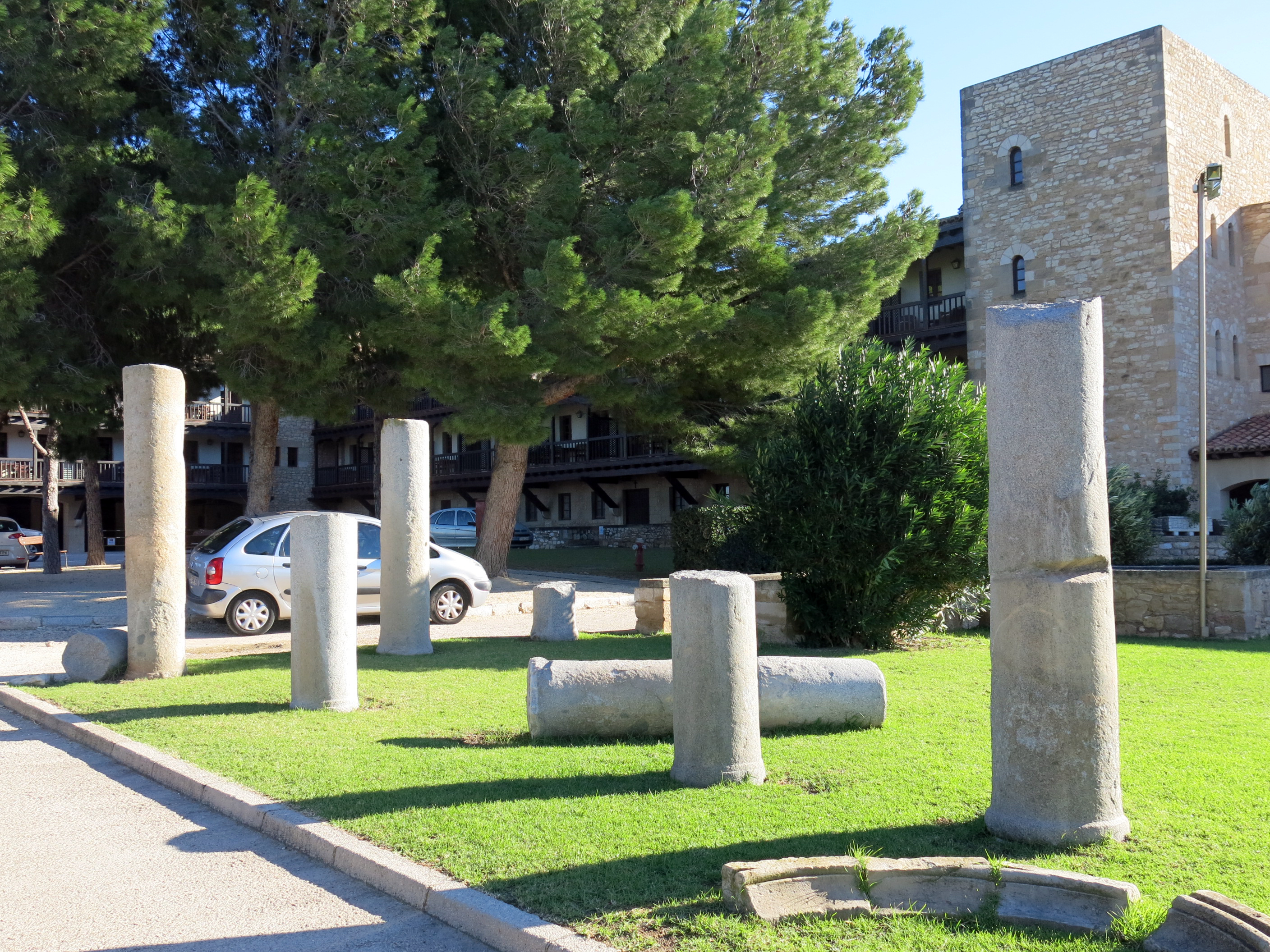
Остатки римских колонн
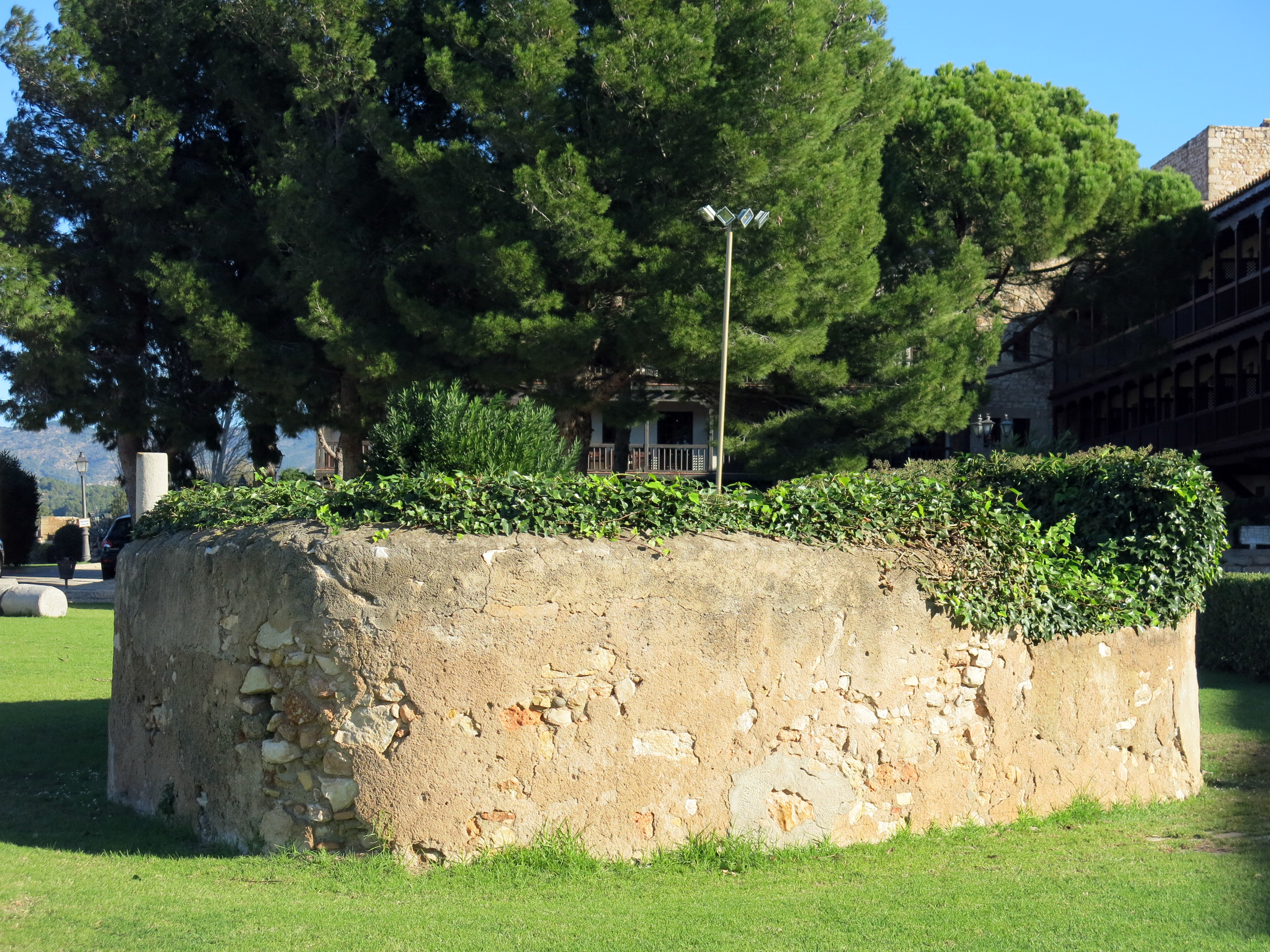
Цистерна
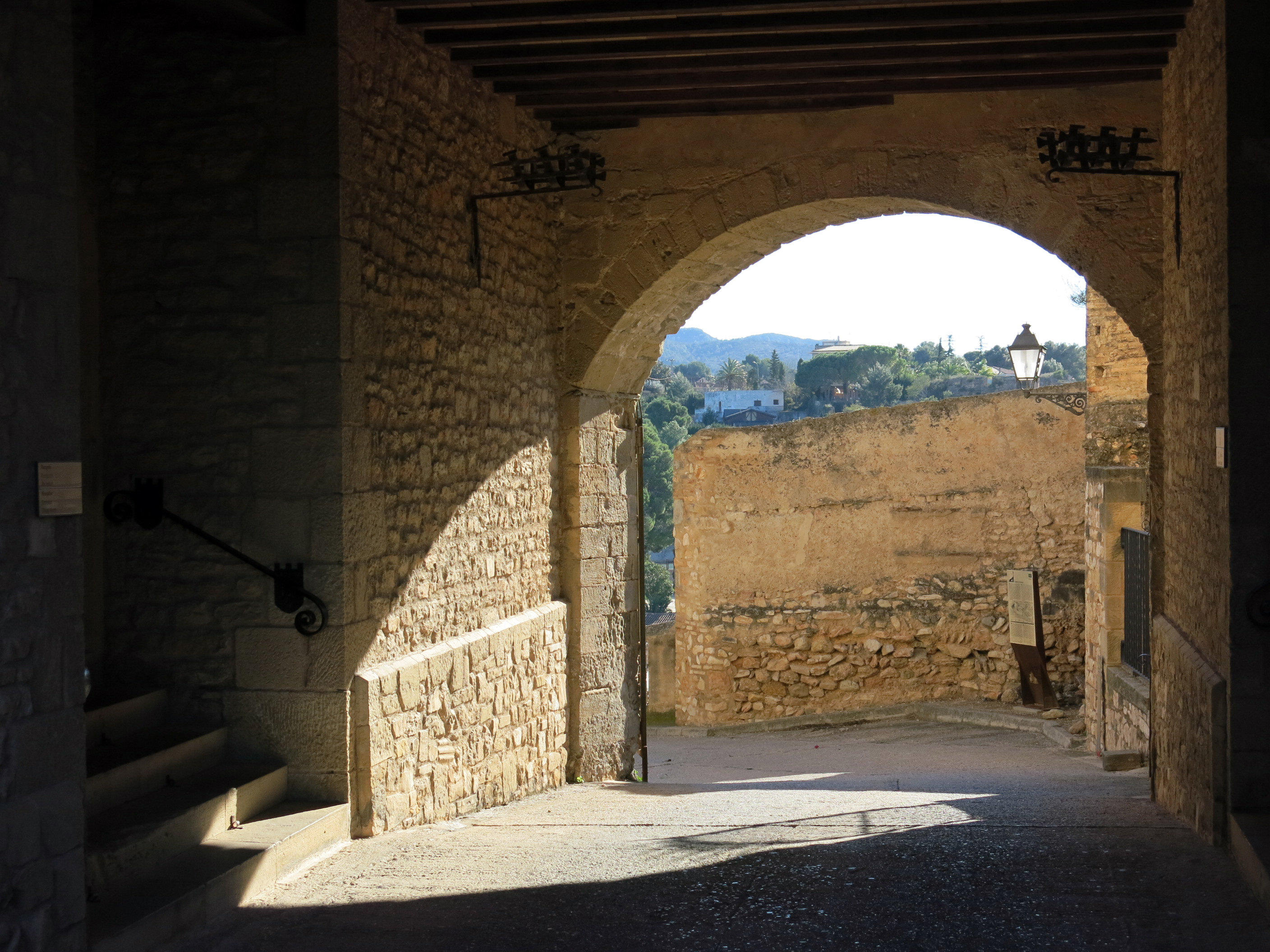
Входные ворота